# Hyalophora parvimacula
Hyalophora parvimacula är en fjärilsart som beskrevs av Augustus Radcliffe Grote 1903. Hyalophora parvimacula ingår i släktet Hyalophora och familjen påfågelsspinnare. Inga underarter finns listade i Catalogue of Life.